# 3014 Huangsushu
A 3014 Huangsushu (ideiglenes jelöléssel 1979 TM) a Naprendszer kisbolygóövében található aszteroida. A Bíbor-hegyi Obszervatórium fedezte fel 1979. október 11-én.